# Denys Beresowskyj

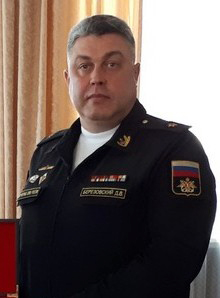
Denys Beresowskyj (2019)

Denys Walentynowytsch Beresowskyj (ukrainisch Денис Валентинович Березовський, * 15. Juli 1974 in Charkiw) ist ein russischer Vizeadmiral. Bekanntheit erlangte er vor allem als ehemaliger Befehlshaber der ukrainischen Marine und Überläufer.

## Leben
Denys Beresowskyj wurde 1974 in Charkiw im mehrheitlich russischsprachigen Teil der Ukrainischen Sozialistischen Sowjetrepublik geboren.

### Militärkarriere in der Ukraine
Beresowskyj absolvierte 1996 die Marineakademie in Sewastopol. Zwischen 2002 und 2005 war er Kommandant der Fregatte Hetman Sahaidatschnyj, des Flaggschiffs der ukrainischen Marine. Am 6. Dezember 2012 wurde er in Kiew zum Konteradmiral befördert und am 1. März 2014 von Übergangspräsident Oleksandr Turtschynow als Nachfolger von Jurij I. Iljin zum Oberbefehlshaber der Marine ernannt.

### Überläufer
Am 2. März 2014, einen Tag nach seiner Ernennung, stellte er sich gegen die wenige Tage zuvor gebildete ukrainische Übergangsregierung. Er kündigte an, den Befehlen des Oberkommandierenden der Autonomen Republik Krim zu folgen, und das Leben und die Freiheit der Einwohner der Krim zu schützen. Beresowskyj ordnete an, die ukrainische Marine solle sich den russischen Streitkräften ergeben. Laut einem Bericht der Ukrajinska Prawda kam er am 3. März 2014 zusammen mit russischen Militärs zu hochrangigen Offizieren der ukrainischen Marine, um sie unter „der Zusage einer hohen Vergütung“ zum Dienst für die russischen Streitkräfte zu bewegen. Er wurde daraufhin von der ukrainischen Übergangsregierung entlassen. Die ukrainische Staatsanwaltschaft leitete ein Verfahren wegen Landesverrates ein. Als sein Nachfolger wurde Serhij Hajduk ernannt.
Wegen seiner Rolle bei der Annexion der Krim setzte ihn die Europäische Union im April 2014 auf eine Sanktionsliste. Er unterliegt einem Einreiseverbot und einer Vermögenssperre.

### Weitere Karriere in Russland
Der russische Präsident Wladimir Putin ernannte ihn am 21. April 2014 zum stellvertretenden Kommandeur der russischen Schwarzmeerflotte. Später wurde er zur Pazifikflotte versetzt. Dort diente er im Dezember 2021 als stellvertretender Kommandant im Rang eines Vizeadmirals, während er zeitgleich in der Ukraine wegen Hochverrats angeklagt wurde.